# الصدام بين حماس وجند أنصار الله
الصدام بين حماس وجند أنصار الله هو صراع دار بين حركة حماس والجماعة السلفية الجهادية جند أنصار الله. بدأ القتال في 14 أغسطس 2009 وانتهى في اليوم التالي. بلغت عدد الوفيات في القتال 24 بالإجمال 6 منهم كانوا من ضباط شرطة حماس بالإضافة إلى فتاة بعمر 11، كما أصيب 150 آخرون. كما سقطت إمارة رفح الإسلامية.